# Velcro Fly
Singles de ZZ Top
Woke Up with Wood
(1986) Rough Boy (en)
(1986)
Velcro Fly est une chanson composée et interprétée par ZZ Top et sortie en 1986. Issue de l'album Afterburner sorti en 1985, elle s'est classée 35e dans le Billboard Hot 100.

## Historique
Velcro Fly a été composée par les trois membres de ZZ Top (Billy Gibbons, Dusty Hill et  Frank Beard) et est sortie en 1986. Elle est issue de l'album Afterburner sorti l'année précédente. Elle s'est classée 35e dans le Billboard Hot 100

## Composition du groupe
- Billy Gibbons - guitare, chant
- Dusty Hill - claviers
- Frank Beard - batterie

## Clip vidéo
Paula Abdul est l'auteur de la chorégraphie visible dans le clip.

## Dans d'autres médias
La chanson est évoquée dans le troisième tome de la saga de La Tour sombre, Terres perdues, saga écrite par Stephen King. Dans celui-ci, Eddie Dean reconnaît l'introduction de la chanson lorsqu'elle est diffusée dans la ville de Lud.